# Limpley Stoke
Limpley Stoke è un piccolo villaggio e una parrocchia civile della contea del Wiltshire che si trova nel Sud Ovest dell'Inghilterra, Regno Unito. 

## Geografia fisica

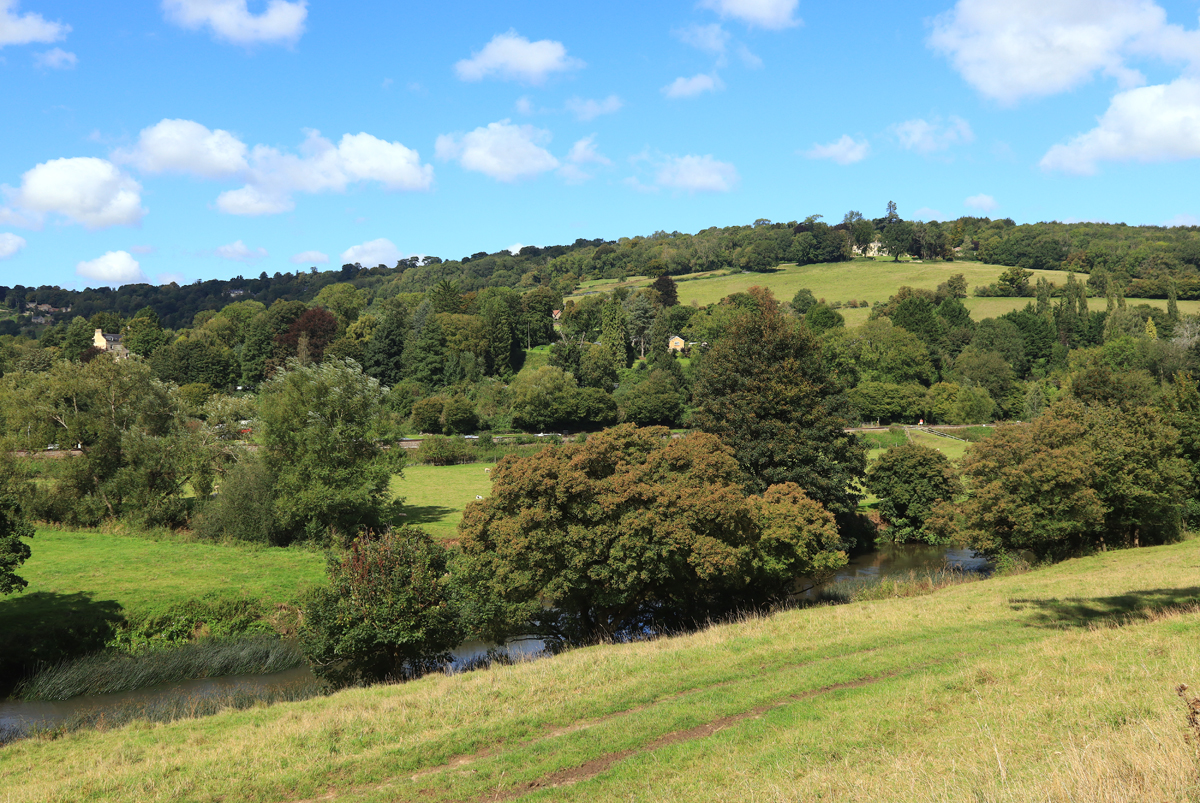
Territorio di Limpley Stoke

### Territorio
Il territorio della parrocchia civile di Limpley Stoke occupa una superficie di 2.262 km² con un livello medio sul mare di 69 metri. Si trova interamente nella valle dell'Avon, tra Bath e Freshford. Viene circondata a nord, ovest e sud dal distretto di Bath e del North East Somerset. L'Avon segna il confine orientale, mentre il suo affluente, il Midford Brook, ne costituisce il confine a nord e a ovest. Forse si trattava di un appezzamento di terra rimasto dopo che vari re del Wessex e dell'Inghilterra anglosassone avevano ceduto altri appezzamenti di terreno su quella sponda del fiume all'abbazia di Bath, oppure era stato staccato da Bath o da un'altra tenuta del Somerset prima del 1001. Potrebbe essere stato incluso in Bradford per garantire la proprietà di entrambi i lati della diga. La ferrovia corre parallela al fiume e il villaggio di Limpley Stoke sorge su un terreno che si eleva a ovest. I boschi si estendono a ovest e a nord-ovest del villaggio. La A36 attraversa la parrocchia e strade secondarie collegano le vicine Freshford, Midford e Winsley. Il villaggio principale sorge su un'altura accanto al fiume esposta a nord, composta principalmente da terreno originato da calcare del Giurassico medio. Curiosamente, i confini di Limpley Stoke, Combe Down, Southstoke, Freshford, Wellow e Hinton Charterhouse si incontrano tutti a Midford, all'estremità occidentale di Limpley Stoke.

## Origine del nome
Il nome Stoke è molto comune, con North e South Stokes nel vicino distretto di Bath. La parola stoc sembra indicare un luogo, un insediamento periferico recintato di un luogo più ampio, presumibilmente in riferimento a Bradford, o forse anche a Bath. Veniva spesso chiamato Hanging Stoke per la sua posizione geografica su un ripido pendio a strapiombo sul fiume. La parte Limpley fu aggiunta solo a partire dal XVI secolo ma sembra che l'origine di questo nome sia molto più antica. In epoca sassone, questo luogo era circondato da palizzate vicino a un bosco, sebbene Stoke avesse anche altri significati, come monastero o cella. Il nome originale registrato per Limpley Stoke è in realtà Hanging Stoke o Stook, menzionato nel 1322, e fu usato fino al XV secolo, con Limpley Stoke menzionato per la prima volta come nome nel 1585.

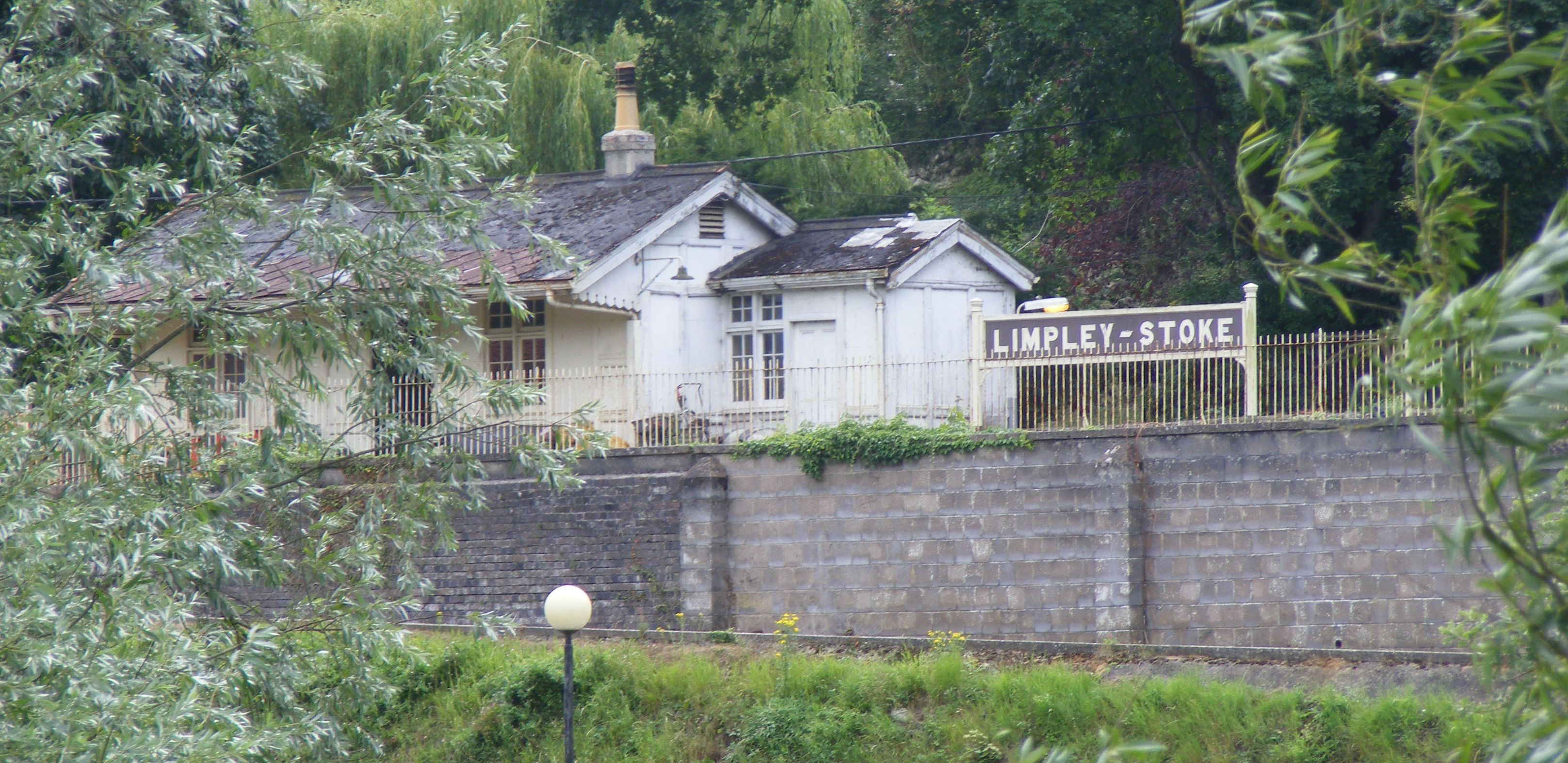
Stazione ferroviaria di Limpley Stoke

## Storia
Sono state rinvenute prove di una strada romana che collegava Bath e Poole, passando per Frome e Wincanton, vicino alle rocce di Cleeve. Inoltre i resti di un insediamento romano in un campo noto come Money Groves, in Midford Lane, includono le fondamenta di una villa romana. Un altro insediamento romano sorgeva a Limpley Field o Limpley Ground, adiacente alla chiesa. Il Bradford Hundred fu donato all'abbazia di Shaftesbury nel 1001 d.C. da re Etelredo II, e la figlia di re Alfredo fu la prima badessa. Limpley Stoke storicamente faceva parte dell'antica parrocchia e Manor di Bradford quando rientrava nell'area di Bradford e venne istituito dai Sassoni, all'interno del Hundred of Bradford, diventando parrocchia ecclesiastica solo nel 1846. La sua chiesa parrocchiale di Santa Maria, un tempo cappellania della chiesa madre di Bradford e un tempo dedicata a Sant'Edith di Wilton, si trova proprio al confine con Freshford, nel Somerset. Potrebbe essere stata costruita per la badessa di Shaftesbury e presenta ancora alcune caratteristiche sassoni. Era consuetudine accorpare  i centri minori se erano scarsamente abitate, da qui l'accorpamento di Limpley Stoke e Winsley. Le due furono unite in una parrocchia civile nel 1846. Nel 1894, Limpley Stoke divenne parte di Bradford Without, che comprendeva Holt, South Wraxall e Winsley. Ci sono prove iniziali di un fiume a corso rapido che attraversava la valle boscosa, e sono stati rinvenuti resti ossei di vari animali.
L'originario Hanging Stoke, un insediamento sassone con una chiesa a cui si aggiunsero successivamente elementi normani, era situato a est e a sud dell'attuale chiesa di Santa Maria, quasi a Freshford. Il villaggio fu colpito dalla peste nera del 1348-49 e l'insediamento originario fu quasi completamente distrutto. Un nuovo villaggio si sviluppò nel corso del XV secolo, espandendosi verso nord. Questo fu facilitato dall'introduzione della tessitura per i filati legata alla sua dipendenza dal fiume e legata al suo antico mulino divenuto filatoio (zona poi nota come Middle Stoke). Nel 1500 una gualchiera locale forniva lavoro ai residenti e furono costruite case per i tessitori e per ospitare i nuovi lavoratori tessili. Attorno a questo nuovo centro si stabilirono il panificio, la locanda e la sidreria, seguiti in seguito dalla scuola e dalla sala comunale. Dopo la dissoluzione, Enrico VIII sottrasse Limpley Stoke alla badessa di Shaftesbury e la concesse a Sir Edward Bellingham e poi al conte di Pembroke. Elisabetta I la cedette a Francis Walsingham. Limpley Stoke fu poi inclusa nella dote di Frances Walsingham in occasione del suo matrimonio con Sir Philip Sydney nel 1584. Quest'ultimo morì in battaglia e lei sposò Robert, conte di Wessex, nel 1590, e poi, dopo la sua esecuzione, il conte di Clancarde nel 1603. Nel 1610, i due, indebitati, vendettero Limpley Stoke. Vi sono tracce di un grande edificio in pietra, ritenuto l'antico maniero, su antiche mappe del 1742 e del 1772. Era situato nel cimitero e si pensava fosse di proprietà dei Deverell, menzionati nei primi registri parrocchiali. Limpley Stoke fu acquistata da Richard Dickes nel 1615. Questi sposò Jane Long, proveniente da una ricca famiglia del Wiltshire, e tre dei loro figli condivisero il villaggio, uno dei quali, Thomas, visse a Limpley Stoke Manor fino alla sua morte nel 1703. Il maniero fu costruito nel 1590, ma fu modificato nel XVIII secolo e la facciata fu rifatta nel XX secolo. Il maniero fu utilizzato come riformatorio femminile dal 1861 al 1900, per poi tornare ad uso privato. Negli anni venti del XX secolo divenne una scuola residenziale di economia domestica. Richard Dickes possedeva la Stoke Farm, dove sorge il Limpley Stoke Hotel, e la sua famiglia vi rimase fino al 1905. Qui sorgeva anche un centro benessere idropatico, che comprendeva bagni turchi e giardini ben curati. La struttura prosperò fino al 1936, quando divenne un hotel. George Dickes ne possedeva la maggior parte, la Stoke Estate, e risiedeva a Waterhouse. Questa proprietà si trova sul lato sud del villaggio e risale al XVIII secolo. Fu ampliata nel XX secolo ed è divenuta una casa di riposo per anziani. I Dickes, essendo tessitori, favorirono lo sviluppo di Limpley Stoke verso il fiume e il loro mulino.

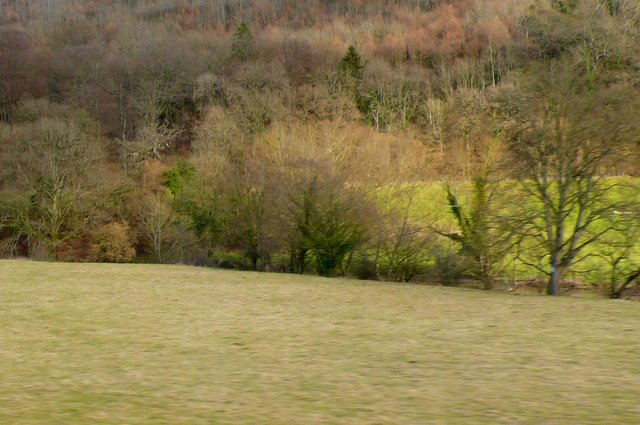
Valle dell'Avon presso Limpley Stoke

I Fisher, i Dickes e i Cooper erano le famiglie locali dominanti che controllavano Limpley Stoke e si imparentavano per preservare la ricchezza delle rispettive famiglie. I Fisher erano birrai e fecero costruire Weir House nel 1783 sul lato est di Limpley Stoke. I Cooper erano originari di Bradford-on-Avon, uno dei suoi membri sposò una della famiglia Dicke nel 1716 e mantennero legami sia con Limpley Stoke che con Freshford fino al 1960. Vivevano a Porch House, conosciuta anche come Old House. Il capitano George Penruddocke, che combatté nelle guerre napoleoniche, si trasferì ad Avonside, dove si dice abbia soggiornato Emma Hamilton. Penruddocke era un grande amico di Nelson. Possedeva Lower Hayze e Uplands Farm già nel 1818. La famiglia rimase a Limpley Stoke per gran parte del XIX secolo. I principali proprietari terrieri furono, nel 1607, John Shute, nel 1773 George Dyke e nel 1841 Robert Cooper e George Penruddock. La famiglia Hayward, originaria di Lacock, si stabilì a Limpley Stoke nel 1864, dopo che Frederick Hayward tornò ricco dall'Australia. Chiamò la sua tenuta appena acquistata Aroona, in onore della sua stazione di servizio in Australia, dove visse fino alla sua morte nel 1912. Possedeva anche Brett Farm e Waterhouse. Nel 1833 Limpley Stoke fu colpita da un'epidemia di colera e il censimento del 1841 registrò 377 residenti. Nel 1861 la cifra era leggermente scesa a 331, ma aumentò nella seconda metà del XIX secolo. Il censimento di quell'epoca non teneva conto dei residenti né dell'istituto idropatico né del riformatorio femminile. Nel 1901 la popolazione registrata arrivava a 414 persone, la maggior parte delle quali viveva in alloggi in affitto di proprietà dei proprietari terrieri locali. La popolazione diminuì leggermente fino al 1931, aumentando a 520 nel 1951 e continuando a crescere fino a 545 nel 1971.
Una gualchiera apparteneva a Eleanor Dicke la Vecchia nel 1698. Il primo documento relativo alla gualchiera risale al 1614, quando Richard Dicke la acquistò da Frances Walsingham. Fu affittata a diversi conduttori, tra cui la famiglia Stratton e un certo signor Perkins. Nel 1796 fu acquistata da John Newton e ricostruita come fabbrica, impiegava oltre 200 persone entro il 1816, diventando un importante centro di lavoro. In seguito fu acquistata dalla Saunders Fanner and Company di Bradford-on-Avon, che fallì nel 1842. L'edificio fu danneggiato da un incendio nel 1853, ma fu ripristinato in seguito quando, nel 1875, Giles e Willie Holbrow fondarono qui l'azienda che sarebbe poi diventata la Avon Rubber Company. Furono rilevati da Browne e Margetson nel 1886, con Willie Holbrow che rimase alla guida. Nel 1889 l'attività si espanse e si trasferì a Melksham. Joseph Daniell, che viveva a Limpley Stoke, deteneva un gran numero di brevetti, molti dei quali per le sue invenzioni legate all'industria tessile. Questi includevano una particolare finitura resistente all'umidità per il tessuto e una serie di rulli chiodati per mantenere il tessuto in tutta la sua larghezza sul telaio. La zona inoltre è sempre stata nota per le sue cave. La cava Hayes Wood a Midford Lane è rimasta attiva fino al 1940 ed è stata riaperta nel 1982, sebbene la sua capacità produttiva sia limitata a 20.000 tonnellate di pietra all'anno. Il trasporto della pietra fu agevolato dallo sviluppo della ferrovia e la stazione di Limpley Stoke era dotata di due gru per facilitare il carico della pietra. Il carbone veniva trasportato sia dalla ferrovia che dal canale, e il Somerset Coal Canal, il canale Kennet e Avon e la ferrovia Camerton and Limpley Stoke si incontravano nel bacino di Claverton. Nel XVIII secolo il tentativo di fondare un centro termale secolo fallì. Esistevano solo bagni privati. Il pozzo più vicino si trovava a Middle Stoke. Alcuni edifici avevano pompe e pozzi nei loro giardini, fino all'arrivo dell'acqua corrente nel villaggio nel 1935. Le prime mappe mostrano un ponte che attraversava l'Avon. Si trattava di una semplice passerella in legno, sostituita da una più robusta struttura in pietra, completata nel 1751. Il ponte fu modificato e ampliato nel 1930 e nel 1964.

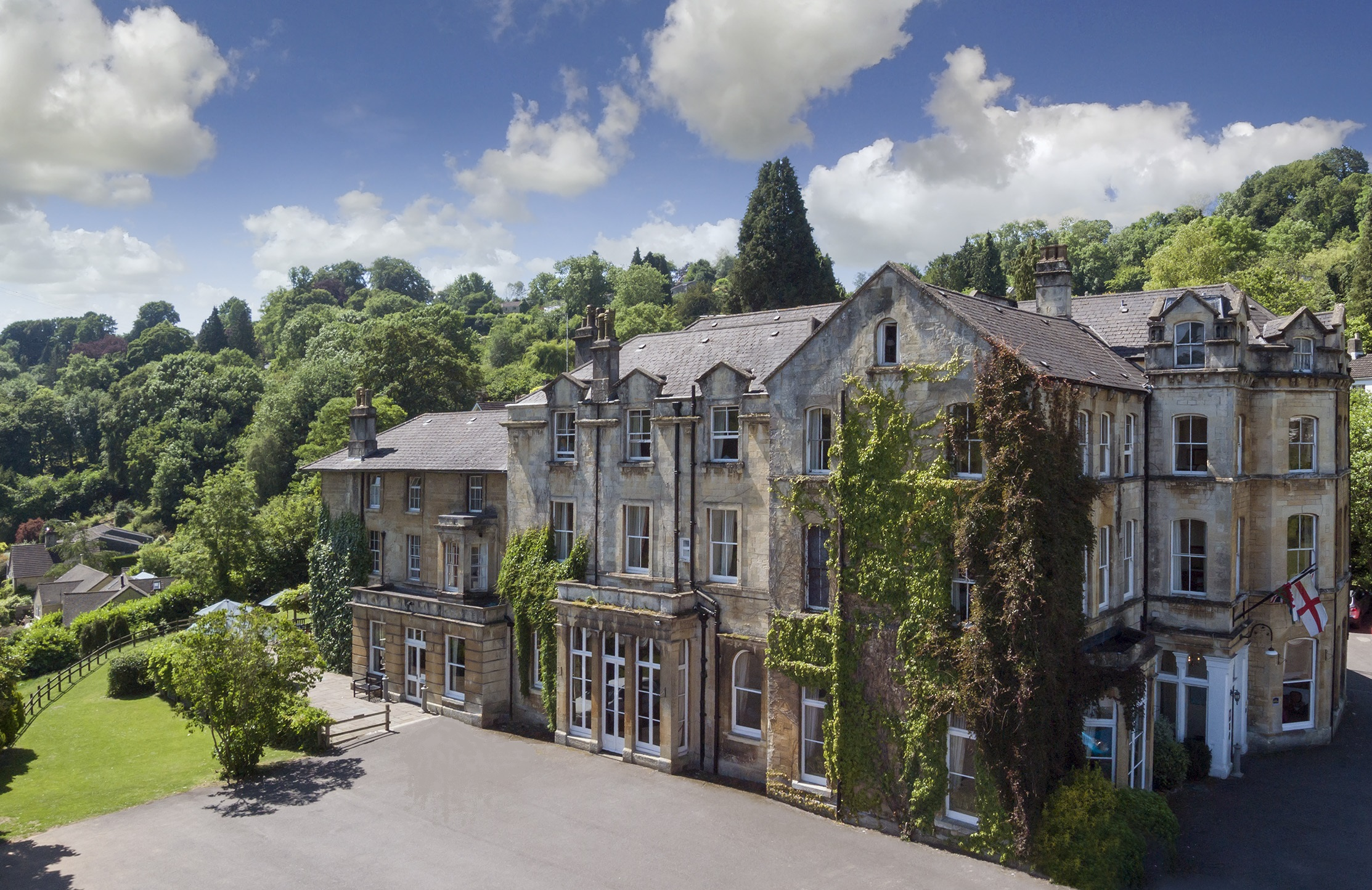
Limpley Stoke Hotel

Il canale Kennet e Avon arrivò nella valle nel 1810 e prosperò fino al 1860 e sino allo sviluppo delle ferrovie. L'acquedotto di Dundas fu costruito nel 1803 su progetto di John Rennie. La strada principale A36, originariamente chiamata Black Dog Turnpike, incorpora il viadotto di Midford, costruito nel 1834 e supervisionato da Robert McAdam. Costruito in pietra calcarea, è composto da undici archi semicircolari su piloni quadrati e faceva parte del miglioramento stradale che riallineava l'autostrada a pagamento tra Bath e Southampton. In origine, questa strada era dotata di caselli di pedaggio a intervalli regolari. La Great Western Railway aprì nel 1840, ma non arrivò a Limpley Stoke fino al 1857, collegando Bathampton e Trowbridge con un'unica linea, a cui ne aggiunse una seconda entro il 1885. La stazione chiuse nel 1966. Nel 1816 a Limpley Stoke si stabilirono i Battisti e aprirono una piccola cappella, sostituita nel 1888 da un nuovo edificio appositamente costruito. I Metodisti vi sono registrati dal 1829 e inaugurarono una nuova cappella nel 1902. Un atto del 1844 trasferì un terreno per una scuola e un edificio fu costruito con una sovvenzione del Tesoro. Deve essere scaduto a un certo punto, poiché si dice che sia stato riaperto nel 1856. Nel 1859 la scuola contava dai 20 ai 30 bambini. Durante il XIX secolo, si affermarono attività commerciali e artigianali al servizio della popolazione locale, tra cui il sarto, il calzolaio, il droghiere, il birraio, il modista, il falegname e l'edilizia, come era tipico della maggior parte delle piccole comunità dell'epoca.

## Monumenti e luoghi d'interesse

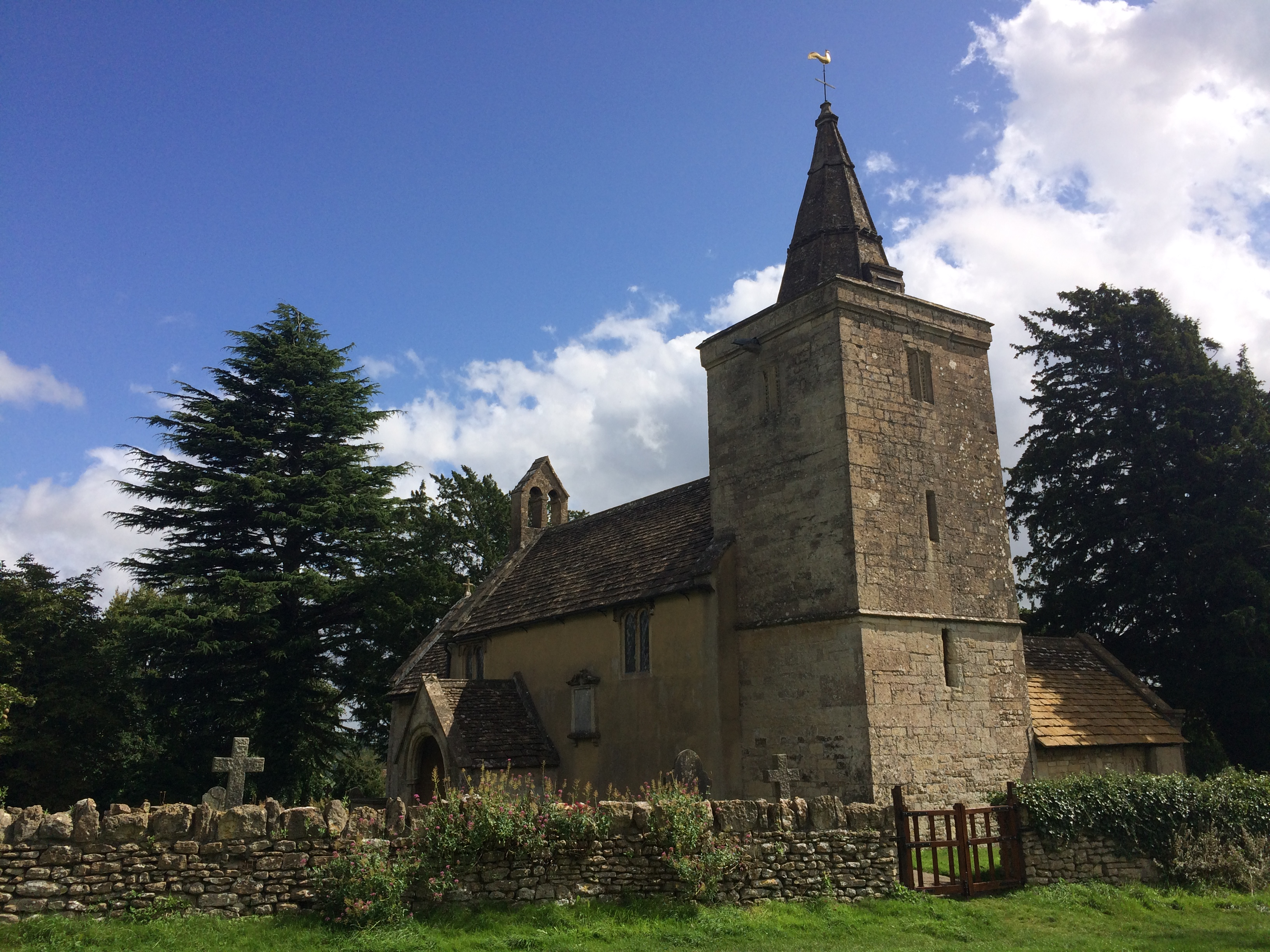
Chiesa di Santa Maria a Limpley Stoke

Vi sono vari edifici storici e altri siti d'interesse nel territorio di Limpley Stoke.
- Chiesa di Santa Maria (in inglese Church of St Mary). Si tratta di una chiesa parrocchiale anglicana. La chiesa di Santa Maria, che precedentemente era dedicata a Sant'Editta di Wilton, sorge al confine tra l'antica parrocchia di Bradford e quella del Wiltshire. Dell'edificio sassone rimangono la navata centrale e forse le parti inferiori della torre, così come il portale sud, ora un arco in una navata laterale aggiunta nel 1921. Il presbiterio e il portico nord furono aggiunti nel XIII secolo e nuove finestre furono inserite nel XV, quando fu costruita la guglia. Risale al periodo precedente la conquista britannica, fu ricostruita nel XII e XIII secolo. Il restauro del presbiterio e il rifacimento del tetto della navata furono eseguiti nel 1870 e nel 1921 furono aggiunte una navata laterale e la sagrestia. L'English Heritage ha inserito dal 13 novembre 1962 la chiesa di Chiesa di Santa Maria a Limpley Stoke tra gli edifici storici come monumento classificato di seconda categoria col numero 1364104. La chiesa appartiene alla diocesi di Bath e Wells.[10][11][12][6]
- Ex cappella battista di Middle Stoke. Fu costruita nel 1815, ma il corpo dell'edificio dietro la facciata fu ricostruito e ampliato nel 1888. Nel 1949 i fedeli si erano ridotti a 52 persone e il suo declino durò fino alla chiusura negli anni settanta del XX secolo. Nel 1988 rischiò di essere demolita poi fu trasformata in una casa di abitazione civile.[12]
- Sala Comunale, quasi di fronte alla ex cappella battista. Fu costruita come Scuola Nazionale nel 1845 per i bambini anglicani. Vari cittadini allora frequentavano una scuola a Freshford, oltre confine. La torre campanaria fu aggiunta in occasione del giubileo di diamante della regina Vittoria nel 1897. Chiuse nel 1932 e i bambini di Stoke da allora frequentano la scuola primaria di Freshford. Un registro del 1958 riporta che la biblioteca della Contea del Wiltshire aveva in questa sede una sua succursale.[12]
- Manor House. La Manor House di Lower Stoke era in origine un edificio a due piani con timpano risalente alla fine del XVII secolo o a un periodo precedente. Più tardi venne aggiunto sul lato nord un edificio in stile georgiano medio con finestre veneziane su due piani di fronte al fiume che ci è pervenuto. Funse da riformatorio per ragazze a partire dal 1861 e chiuse nel 1895 dopo un'epidemia di difterite. Il vecchio edificio a due piani del XVII secolo sul lato della strada fu demolito nel 1954.[12]
- Weir House è una grande casa tardo georgiana di cinque piani con la facciata principale rivolta verso il fiume e la ferrovia, lontano dalla strada. Presenta tre campate inclinate che si estendono per quattro piani. Sul lato strada, sul retro della casa, si trovano le vecchie stalle e altri locali di servizio. Viene utilizzata come edificio con vari appartamenti privati.[12]
- Limpley Stoke Hotel. Era originariamente il sito di una grande fattoria associata alla famiglia Dickes (o Dike). Fu costruito come Limpley Stoke Hydropathic Institution (o semplicemente Hydro), diventando hotel a partire dal 1936. Nel 1963 venne presentato il progetto per la sua demolizione demolizione e per la costruzione di 40 bungalow, che tuttavia non fu portato a termine.[12]

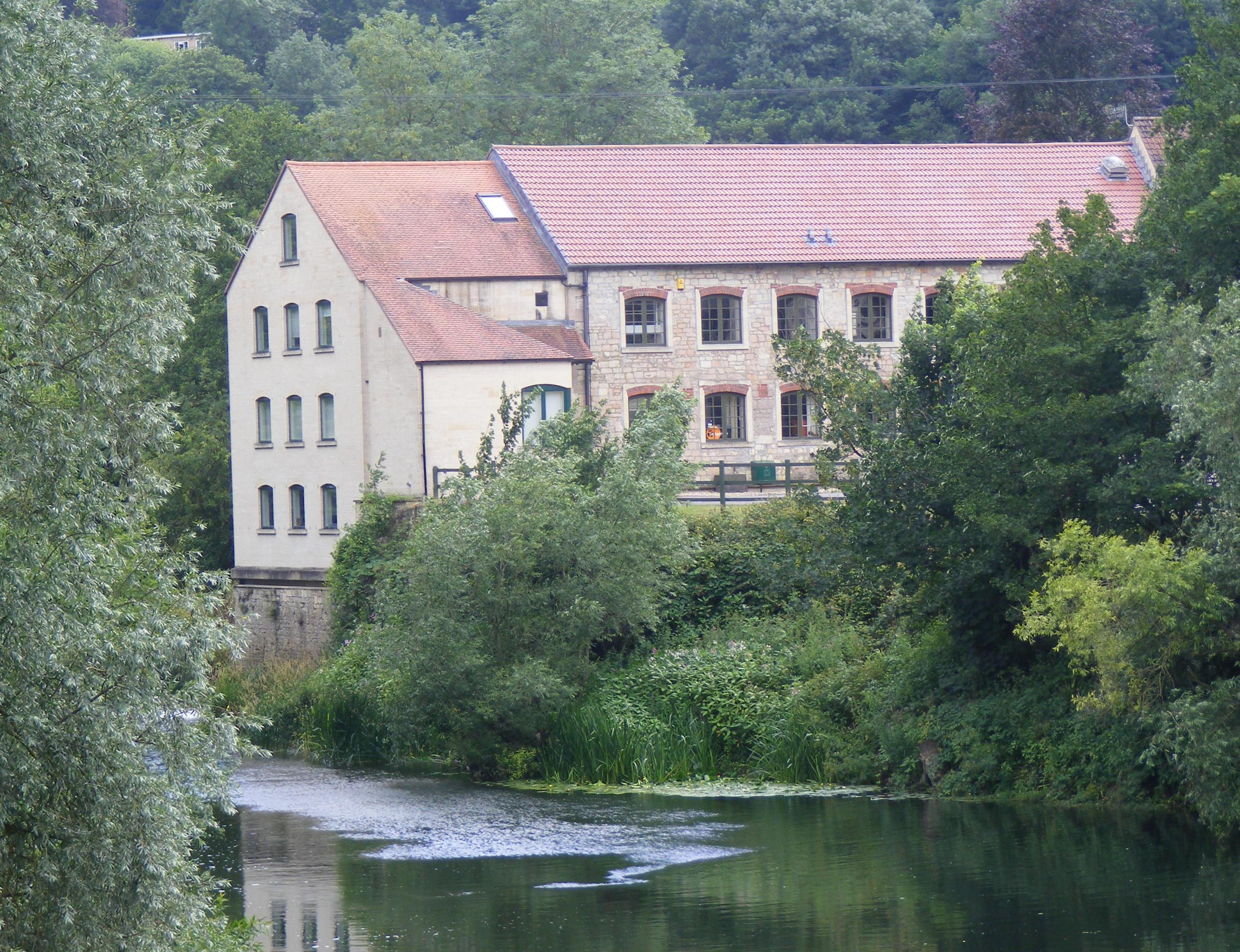
Mulino di Limpley Stoke

- Mulino di Limpley Stoke. Nacque probabilmente nel Medioevo come mulino per la farina, ma già nel 1614 era adibito alla follatura di panni di lana. Intorno al 1871 divenne una fabbrica di gomma e, dal 1875 al 1889, ospitò la Avon Indiarubber Company prima che si trasferisse in una sede più ampia a Melksham. In seguito continuò con la produzione di gomma alternandola alla nuova attività di segheria di Holbrows fino agli anni settanta, nonostante gli incendi del 1890 e del 1939, in seguito ai quali gli ultimi due piani furono demoliti. In seguito è stato ampliato e convertito in uffici.[12]

## Geografia antropica

### Urbanistica
La parrocchia civile di Limpley Stoke comprende i villaggi o le località di Hangyndestok, Hanging Stoke, Hangyngestoke, Stoke, Stokewere, Lymply Stoke, Limplystoke, Limpley e Lympley Stoke in the parish of Bradford.

## Economia
Il censimento del 2001 registrava una popolazione di 637 abitanti. In precedenza c'era una fabbrica di tessuti di lana alimentata ad acqua, poi a vapore, che a volte è stata utilizzata come mulino per il mais, segheria, fabbrica di gomma e poi è stata convertita in uffici. L'estrazione della pietra di Bath è stata portata avanti in molte località della parrocchia e il Bath Stone Group continua a estrarre pietra dalle gallerie sotterranee che si dirigono verso il Somerset. Una nuova Warminster Road da Bath fu costruita attraverso il villaggio dal Black Dog Turnpike Trust negli anni trenta del XIX secolo. C'erano due pub: il Rose & Crown, appena fuori dalla strada principale A36, poi chiuso, e l'Hop Pole Inn a Lower Stoke, che è stato designato come Bene di Valore Comunitario, sebbene il suo futuro sia incerto. Un tempo c'era un birrificio vicino alla stazione. Il Limpley Stoke Hotel era in precedenza il West of England Hydropathic Establishment (o semplicemente "The Hydro"), fondato nel 1862. Il Cliffe Hotel è stato operativo tra il 1961 e la fine del 2011 e il Waterhouse è un hotel dal 2009. La stazione ha chiuso nel 1966, sebbene uno degli edifici sia ancora esistente. Gli autobus collegano Bath e Bradford-on-Avon. C'erano un negozio a Middle Stoke e un ufficio postale-alimentari a Lower Stoke, entrambi chiusi. Rimane solo un garage vicino alla stazione che continua a essere attivo tra le vecchie attività. Stoke è strettamente legata economicamente alla parrocchia adiacente di Freshford nel Somerset, con la quale condivide un negozio di quartiere. La parrocchia ecclesiastica era a volte un beneficio condiviso con Winsley, ma poi è stata unita a Freshford e Hinton Charterhouse, nel Somerset.